# Team Secret
Team Secret é uma organização de esporte eletrônico global formada em 2014, mais conhecida por sua equipe de Dota 2.
Em março de 2016, o Team Secret escolheu uma equipe feminina internacional de Counter-Strike: Global Offensive. Em abril de 2016, a Team Secret se expandiu para o mundo de Street Fighter com Lee "Poongko" Chung-Go como seu primeiro Guerreiro Mundial, e também contratou Otto "Silet Wolf" Bisno como jogador de Super Smash Bros. Melee. Em julho de 2018, o Team Secret entrou no competitivo Age of Empires 2 após adquirir os membros pincipais do Team TyRanT. Em agosto de 2018, o Team Secret expandiu-se para a Rainbow Six Siege Pro League ao assinar o Team IDK.

## Dota 2

### História

#### 2014
BigDady e Fly foram confirmados para deixar a Fnatic em 27 de julho de 2014. Em 3 de agosto de 2014, s4 deixou a Alliance. Alguns rumores de um novo time all-star começaram a surgir no Reddit.[carece de fontes?]
Na`Vi postou em seu site que eles lançaram Puppey e KuroKy Em 27 de agosto de 2014, Team Secret estreou e mostrou seu elenco em uma partida contra a Alliance.

#### 2015
Depois de um sólido segundo lugar na Star-Ladder Series 10, a equipe anuncia em seu Twitter e no DAC do site da saída de Fly e BigDaddy, com zai e Arteezy tomando seus lugares como substitutos.
O Team Secret obteve um terceiro lugar no Dota 2 Asia Championships e decidiu continuar com sua lista, vencendo 5 torneios de primeira linha. A equipe foi enviada para a cheve dos perdedores pela Vici Gaming.
O Team Secret foi amplamente considerado o favorito para vencer o The International 2015, mas depois de um resultado decepcionante de 7 a 8º lugar, o time anunciou que teria algumas mudanças no elenco. Apesar do sucesso geral da equipe no ano, os membros Arteezy e KuroKy foram revelados por terem lutado entre si e os dois jogadores deixaram a equipe. Arteezy voltou para sua equipe anterior, Evil Geniuses, e KuroKy formou o que em breve seria a mais nova iteração do Team Liquid. Em 15 de agosto, a equipe anunciou que Zai iria tirar o próximo ano de folga e terminar a escola. Como resultado, s4 também decidiu deixar e se juntar novamente à sua equipe anterior, Alliance.
Para o Frankfurt Major, a nova lista da equipe foi anunciada e consistia em EternalEnVy, w33, Misery, Puppey e pieliedie.

#### 2016
Durante o Shanghai Major, Team Secret passou pela chave superior batendo os vencedores anteriores do Frankfur Major: OG em melhor de três de 2-1 na primeira rodada da chave superior; eles enfrentaram Evil Geniuses na segunda rodada da chave superior e venceram por 2-1. O Team Secret então enfrentou o Team Liquid na final da chave superior em uma melhor de 3, vencendo por 2-0 e indo para a Grande Final do Major.
Em 6 de março, o Team Secret jogou contra o recente vencedor da chave inferior Team Liquid nas Grandes Finais em uma partida de melhor de cinco por US$1,1 milhão. A equipe secreta venceu a partida com uma pontuação de 3-1.
Em 22 de março, o Team Secret anunciou que Artour "Arteezy" Babaev e Saahil "Universe" Arora estariam substituindo w33 e MiSeRy.
Em 6 de junho, após a útilma colocação no Major Manila, o Team Secret anunciou que Kanisha "BuLba" Sosale estaria substituindo Saahil "UNiVeRsE" Arora.
Em 27 de agosto, a equipe anunciou uma escalação completamente nova, com os jogadores asiáticos Pyo "MP" No-a, Yeik "MidOne" Nai Zheng e Lee "Forev" Sang-don, além da já estabelecida dupla de suporte europeia Johan "pieliedie" Åström e Clement "Puppey" Ivanov.
Em 6 de novembro, a saída de Forev foi anunciada. Seu substituto para a temporada seria o offlaner alemão Maurice "KheZu" Gutmann.

#### 2017
Depois de não conseguir vitórias em torneios importantes até maio de 2017, notavelmente eliminado na primeira rodada do Kiev Major pelos azarões do torneio SG-esports, o Team Secret substituiu pieliedie por Yazied "YapzOr" Jaradat, movendo Puppey para a 5ª posição. Embora seus resultados tenham melhorado um pouco, isso não compensou a fraca temporada, fazendo com que a Team Secreta não fosse convidada diretamente para o The International 2017. Depois de passar pelas eliminatórias europeias, o Team Secret foi eliminado do The International 2017 pelo eventual campeão Team Liquid em uma tensa série 2-1, terminando em 9º-12º lugar. Durante o embaralhamento da lista seguinte, KheZu e MP foram substituídos por Marcus "Ace" Hoelgaard e Adrian "FATA-" Trinks em setembro de 2017. Com a nova lista e nova temporada do Circuito Dota Pro 2017-2018, eles passaram para ganhar o DreamLeague Seson 8.

#### 2018
Apesar da equipe ter conquistado várias vitórias em torneios menores, eles não ganharam nenhum torneio importante em 2018, ficando entre 5º e 6º no The International 2018. Com a nova temporada do Dota Pro Circuit 2018-2019, a equipe passou por outra mudança na lista, com Ace e Fata saindo da equipe, substituindo-os Michał "Nisha" Jankowski e Ludwig "zai" Wåhlberg.

#### 2019
No KL Major, o Team Secret foi considerado um dos favoritos. Depois de vencer o seu grupo facilmente, a equipe passou pela chave superior, perdendo apenas um jogo para a Virtus.pro nas finais da chave superior. Infelizmente para o Secret, o VP se vingou nas Grandes Finais em uma série de cinco jogos de roer as unhas, onde Secret conseguiu uma vantagem de 2 a 1, mas naõ conseguiu garantir a vitória final para levar para casa o Campeonato Principal.
Com o embaralhamento, a equipe conquistou algumas vitórias em torneios importantes, notadamente The Chongqing Major e MDL Disneyland Paris Major. O Team Secret agora tem 14,400 pontos no ranking da temporada profissional Dota 2 da Valve e ocupa o primeiro lugar com Puppey sendo eleito MVP da MDL. Eles jogaram 8 partidas no último dia MDL Disneyland Paris Major vencendo na chave superior e chegando a vencer as finais em grande estilo. Zai foi um fator importante na criação de espaços com seu Marte para Nisha e MidOne. Nisha teve o maior número de últimos acertos aos 35 min do torneio. O Team Secret iria ganhar as finais de uma maneira muito convincente com um resultado de 3–1 sobre o Team Liquid.

### Conquistas notáveis
2014
- 3º — ESL One New York 2014
- 2º — StarLadder StarSeries Season 10
- 3º — The Summit 2
- 1º — XMG Captains Draft 2.0
- 1º — Dota Pit League Season 2

2015
- 3º — Dota 2 Asia Championships 2015
- 1º — Red Bull Battle Grounds: Dota 2
- 1º — Summit 3
- 1º — MarsTV Dota 2 League 2015 Spring
- 1º — ESL One Frankfurt 2015
- 7º — The International 2015a
- 2º — ESL One New York 2015
- 1º — MLG World Finals
- 1º — Nanyang Dota 2 Championships
- 2º — Frankfurt Majorb

2016
- 1º — Shanghai Majorb
- 13º — Manila Majorb
- 13º — The International 2016a
- 2º — StarLadder i-League StarSeries Season 2
- 1º — FACEIT Invitational
- 1º — ROG MASTERS 2016

2017
- 9º — Kiev Majorb
- 3º — EPICENTER 2017
- 2º — DOTA Summit 7
- 3º — DreamLeague Season 7
- 9º — The International 2017a
- 3º — StarLadder i-League Invitational Season 3
- 2º — ESL One Hamburg 2017
- 1º — DreamLeague Season 8

2018
- 1º — Captains Draft 4.0
- 3º — ESL One Genting 2018
- 5º — ESL One Katowice 2018
- 5º — Bucharest Majorb
- 1º — DreamLeague Season 9
- 9º — Dota 2 Asia Championships 2018b
- 7º — EPICENTER XLb
- 5º — MDL Changsha Majorb
- 4º — China Dota2 Supermajorb
- 5º — The International 2018a
- 1º — PVP Esports Championship
- 1º — ESL One Hamburg 2018
- 2º — The Kuala Lumpur Majorb

2019
- 4º — MegaFon Winter Clash
- 1º — The Chongqing Majorb
- 1º — ESL One Katowice 2019
- 4º — DreamLeague Season 11b
- 1º — MDL Disneyland® Paris Majorb
- 1º — ESL One Birmingham 2019
- 4º — The International 2019a

2020
- 1º — DreamLeague Season 13b

a: Hosted by Valve

b: Dota Pro Circuit

## Rainbow Six Siege

### História
Pouco antes do Six Major Paris 2018, Team Secret assinou a equipe IDK. A lista original consistia em Bryan "Elemzje" Tebessi, Ryan "Lacky" Stapley, Leon "LeonGids" Giddens, Matthew "meepeY" Sharpley, David "sTiZze" de Castro e Louis "Helbee" Buerau como técnico. No Partis Major, o Team Secret ficou em 3-4º depois de superar OrgLess, FaZe Clan, Team Vitality, e perder para o G2 Esports, os campeões finais e recebeu $25.000.
Em 17 de fevereiro de 2020, Joonas "jNSzki" Savolainen saiu da aposentadoria depois de deixar o G2 e, mais tardem, a lista de Mousesports/GiFu para substituir Elemzje.
Em 5 de maio, a equipe se separou.
Em 13 de maio, o Team Secret assinou com o Team OrgLess após se classificar para a Liga Europeia, antes de sua estreia.

### Conquistas notáveis
| Torneio                                 | Data        | Localização                     | Colocação   | Prêmio      |
| Lista Alemã                             | Lista Alemã | Lista Alemã                     | Lista Alemã | Lista Alemã |
| --------------------------------------- | ----------- | ------------------------------- | ----------- | ----------- |
| European Open Clash                     | 2020-06-07  | Europa                          | 9-16        | $0          |
| European League Season 1 - Stage 1      | 2020-07-20  | Europa                          | 9           | $0          |
| GSA League 2020                         | 2020-08-03  | Alemanha, Suíça, Áustria        | 1           | Finais      |
| GSA League 2020 Finals                  | 2020-09-13  | Alemanha, Suíça, Áustria        | 3           | $6,153      |
| Ex-lista britânica                      |             |                                 |             |             |
| Six Major Paris 2018                    | 2018-08-18  | Paris, França                   | 3-4         | $25,000     |
| Dreamhack Valencia 2018                 | 2018-09-08  | Valência, Espanha               | 5-8         | $1,000      |
| Pro League Season 8 EU                  | 2018-10-25  | Europa                          | 3           | $6,000      |
| ESL Premiership Winter 2018 Group Stage | 2018-11-14  | Reino Unido e Irlanda           | 1           | Finais      |
| ESL Premiership Winter 2018 Finals      | 2018-12-06  | Leicester e Reino Unido         | 1           | $6,000      |
| ESL Premiership Spring 2019 Group Stage | 2019-03-16  | Reino Unido e Irlanda           | 1           | Finais      |
| ESL Premiership Spring 2019 Finals      | 2019-03-30  | Manchester, Reino Unido         | 2           | $2,609      |
| Pro League Season 9 EU                  | 2019-04-26  | Europa                          | 7           | $3,000      |
| Allied Esports Vegas Minor              | 2019-06-09  | Las Vegas, Nevada, USA          | 1           | $30,000     |
| ESL Premiership Summer 2019 Group Stage | 2019-07-04  | Reino Unido e Irlanda           | 2           | Finais      |
| ESL Premiership Summer 2019 Finals      | 2019-07-27  | Leicester, Reino Unido          | 2           | $2,476      |
| Six Major Raleigh 2019                  | 2019-08-17  | Raleigh, Carolina do Norte, USA | 3-4         | $40,000     |
| Challenger League Season 10 EU          | 2019-10-28  | Europa                          | 3           | $3,500      |
| OGA Pit Minor                           | 2019-12-08  | Split, Croacia                  | 5-8         | $4,000      |
| Challenger League Season 11 EU          | 2020-05-01  | Europa                          | 5           | $1,750      |

## Elencos

### Dota 2
5 de novembro de 2019
| ID               | Nome             | Nacionalidade |
| ---------------- | ---------------- | ------------- |
| MATUMBAMAN       | Lasse Urpalainen | Finlândia     |
| Nisha            | Michał Jankowski | Polónia       |
| zai              | Ludwig Wåhlberg  | Suécia        |
| YapzOr           | Yazied Jaradat   | Jordânia      |
| Puppey (capitão) | Clement Ivanov   | Estónia       |

### Counter Strike: Global Offensive
Em 25 de novembro, o Team Secret adquiriu o time m1x, que lutou contra Astralis e Ninjas in Pyjamas e derrotou Mousesports ao tentar se qualificar para a Esports Championship Series(ECS).
| ID          | Nome           | Função        |
| ----------- | -------------- | ------------- |
| juanflatroo | Flatron Halimi | Entrada       |
| tudsoN      | Filip Tudev    | Suporte       |
| PERCY       | Martin Wessel  | IGL           |
| sinnopsyy   | Dionis Budeci  | Rot           |
| anarkez     | Guy Trachtman  | Líder do jogo |

### Age of Empires 2
| ID        | Nome            | Data de afiliação |
| --------- | --------------- | ----------------- |
| TheViper  | Ørjan Larsen    | 2018-07-14        |
| TaToH     | Roberto Jiménez | 2018-07-14        |
| JorDan_23 | Marco Bloch     | 2018-07-14        |
| slam      | Chris Gregson   | 2018-07-14        |
| DauT      | Darko Dautovic  | 2018-07-14        |
| Nili_AoE  | Sven Reichardt  | 2019-11-03        |

### PUBG Mobile
Recentemente, o Team Secret recrutou a Equipe Genexsus da Malásia que venceu seus respectivos PMCO Malaysia Finals antes de ir para a Shanghai for PMCO SEA League. A equipe agora avançou para as finais do PMCO SEA em Jacarta e ganhou o 4º lugar, o que os qualifica para a Rodada Preliminar para as finais globais do PMCO em Berlim em junho de 2019, onde terminou em 11º lugar entre 15 equipes que se juntaram. Eles também foram a primeira seleção da Malásia a representar a Malásia no torneio global. Em junho de 2020, o Team Secret recrutou 3 novos jogadores, bem como um treinador para sua equipe. Esses jogadores são o jogador tailandês Madtoi de ILMN The Murder, Malaysian uHigh e Rex, e seu novo treinador, Jangs 
| ID      | Função          | Data de adesão         | Nacionalidade |
| ------- | --------------- | ---------------------- | ------------- |
| OnTheGo | Manager         | 2019                   | Malasia       |
| BiuBiu  | Captain         | 29 de abril de 2019    | Malasia       |
| Ishotz  | Sniper          | 21 de janeiro de 2020  | Malasia       |
| Madtoi  | Sniper/Support  | 21 de janeiro de 2020  | Tailandia     |
| uHigh   | Fragger         | 6 de fevereiro de 2020 | Malasia       |
| Rex     | Fragger/Support | 5 de julho de 2020     | Malasia       |
| JangSs  | Coach           | 3 de junho de 2020     | Malasia       |

### Rainbow Six Siege
| Nac.        | ID     | Nome                  | Função              | Data e afiliação |
| ----------- | ------ | --------------------- | ------------------- | ---------------- |
| Alemanha    | Drvn   | Fynn Lorenzen         | Fragger             | 2020-05-13       |
| Alemanha    | Exp0   | Daniel Massierer      | Líder no jogo       | 2020-05-13       |
| Alemanha    | Hife   | Vincent Finkenwirth   | Flex                | 2020-05-13       |
| Alemanha    | KS     | Niklas Massierer      | Suporte Flex        | 2020-05-13       |
| Alemanha    | Prano  | Kevin Pranowitz       | Capitão/Fragger     | 2020-05-13       |
| Alemanha    | Lazzo  | Lasse Klie            | Treinador Principal | 2020-05-13       |
| Reino Unido | Omerta | Stefan Saltalamacchia | Treinador           | 2020-05-13       |
| Reino Unido | Titan  | William Davie         | Analista            | 2020-05-13       |

### Super Smash Bros. Melee
| ID          | Nome       | Personagen(s) | Data de afiliação |
| ----------- | ---------- | ------------- | ----------------- |
| Silent Wolf | Otto Bisno | Fox           | 2016-04-03        |

### Jogos de luta
| Data | Torneio              | Jogo                        | País           | Colocação | Jogador                 |
| ---- | -------------------- | --------------------------- | -------------- | --------- | ----------------------- |
| 2016 | EVO 2016             | Tekken 7: Fated Retribution | Estados Unidos | 3º        | Chung-gon "Poongko" Lee |
| 2016 | Japan Cup 2016       | Street Fighter V            | Japão          | 2º        | Chung-gon "Poongko" Lee |
| 2016 | SoCal Regionals 2016 | Tekken 7: Fated Retribution | Estados Unidos | 1º        | Chung-gon "Poongko" Lee |